# Hadad-Ezrá

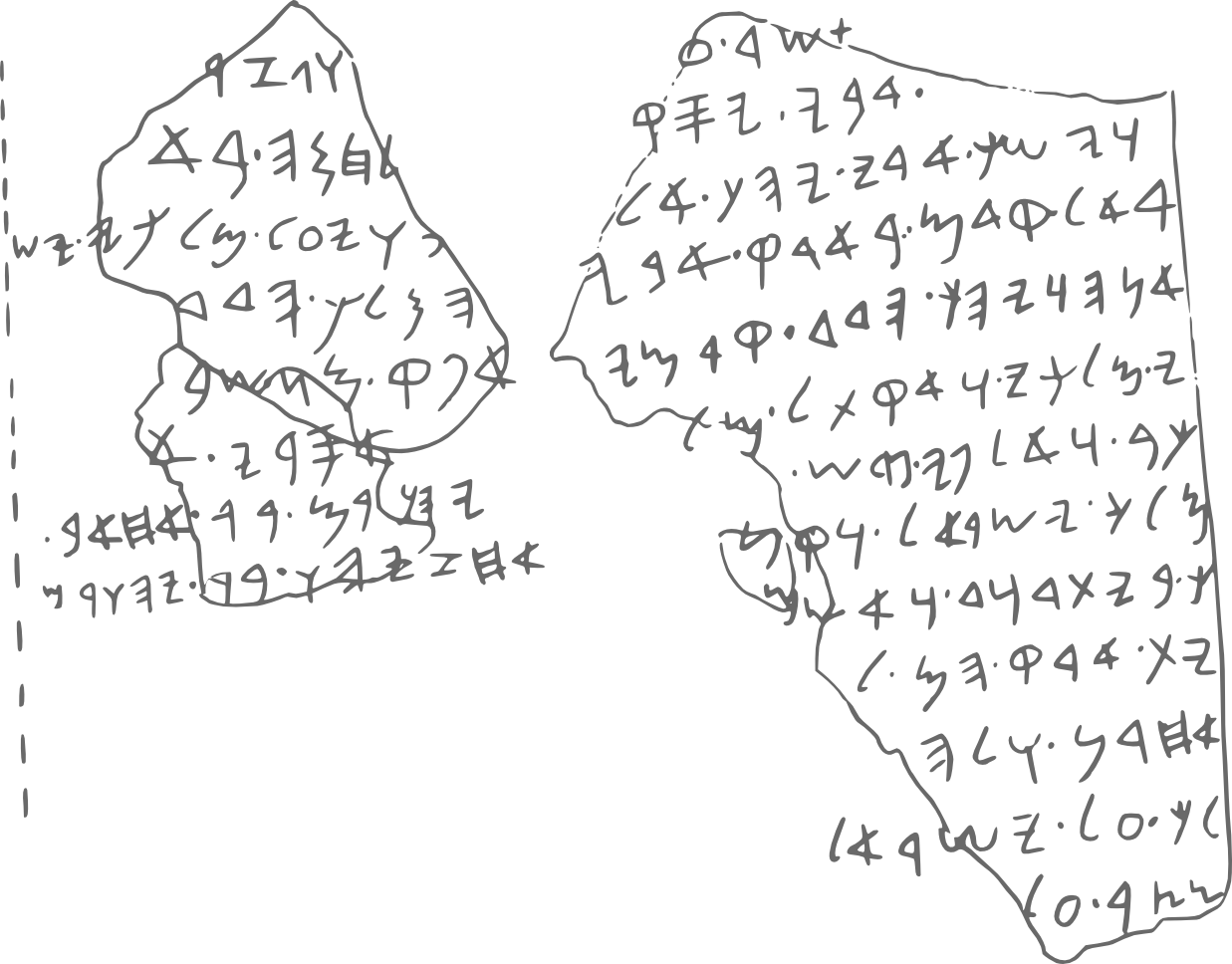
A Tel Dán-sztélé

Hadad-Ezrá (másképp Hadadezer, asszírul Adad-Idri, „Hadad, az én segítségem” arámiul II. Bar-Hadad, héberül: II. Ben-Hadad, „Hadad fia”) az arámi Dimasq (az időben Ṣộba Aramû néven) királya az i. e. 9. század középső részében. Elődje ismeretlen, származása szintén. A források szerint utódja, Hazaél gyilkolta meg, ugyanakkor Hazaél feltehetően a fia volt, bár Sulmánu-asarídu krónikái „egy senki fiának” nevezik.
Legfontosabb történeti szerepe a karkari csatában vállalt része. Az asszír hódítástól két szíriai állam, Hamát és Dimasq volt leginkább fenyegetett, ennek megfelelően a III. Sulmánu-asarídu által i. e. 853-ban indított nagy szíriai hadjáratban e két állam állította ki ellene a legnagyobb haderőt, és vezetésükkel megállították az asszír expanziót. A karkari csata idején Dimasq a térség középhatalmainak vezető állama volt, hatalmas haderőt tudott mozgósítani. III. Sulmánu-asarídu karkari csatáról szóló sztéléje legalábbis 1200 harci szekerest, 1200 lovas harcost és 10 000 gyalogos katonát tulajdonít Adad-Idrinek. Ha azonban ennyit ténylegesen képes volt kiállítani, ez már csaknem Egyiptom haderejéhez mérhető nagyságrend.
Az asszír fenyegetés elmúltával a dél-szíriai védelmi koalíció azonnal szét is hullott. A továbbiakban Hadad-Ezrá még legalább hat alkalommal csatázott Asszíriával, de emellett a karkari szövetséges Hamát királyával, Irhulenivel is összetűzésbe keveredett, valamint a rámót-gileádi összetűzésben Akhábot is legyőzte. Akháb halála után fia, Jórám idejéből is ismert arámi-izraeli összecsapás.
Emlékei közül legfontosabb a Tel Dán-sztélé, amely egy erősen töredékes, 13 soros arámi nyelvű feliratos kőtábla.
Hadad-Ezrá a Szentírásban Ben-Hadad királlyal azonos, aki a Királyok első könyvében, illetve a Krónikák könyvében bukkan fel. Az írások kitérnek az Izraellel való viszályról, ám úgy mutatják be, hogy Ben-Hadad igazi ellenfele nem Izrael, hanem Elizeus próféta, aki Isten oltalma alatt áll és képességei birtokában figyelmezteti az izraeli királyt a várható ellenséges támadásokról. Amikor Ben-Hadad sereget küld Elizeus felkutatására a próféta imádságának hatására az Isten megvakítja a katonákat, s Elizeus egyenesen az izraeli sereghez vezeti őket (2Kir 6,18-20). Később Elizeus Damaszkuszba megy, ahol már Ben-Hadad nagy beteg. A király meghallotta, hogy a próféta arra jár szolgáját, Hazaélt küldte eléje gazdag ajándékokkal, hogy megtudja meggyógyul el. Elizeust nemcsak azt mondta Hazaélnak, hogy Ben-Hadad meghal, de azt is, hogy ő lesz az új király és nagy pusztítást végez majd Izraelban. Hazaél ekkor azt hazudta Ben-Hadadnak, hogy Elizeus szerint biztos meggyógyul, majd pedig egy vízbemártott takaróval megfojtotta.
Hazaélt a Biblia bár a király emberének (szolgájának) írja le, a történészek szerint Hadad-Ezrá fia volt.
| Előző uralkodó: ismeretlen | Ṣộba Aramû (arám Damaszkusz) királya i. e. 880 – i. e. 842 | Következő uralkodó: Hazaél |